# Liste des matchs de l'équipe du Burkina Faso de football par adversaire
Cette liste présente les matchs de l'équipe du Burkina Faso de football par adversaire rencontré.
- Haut – A
- B
- C
- D
- E
- F
- G
- H
- I
- J
- K
- L
- M
- N
- O
- P
- Q
- R
- S
- T
- U
- V
- W
- X
- Y
- Z

## A

### Algérie
| Date              | Lieu                           | Match                  | Score | Compétition             |
| 12 février 1967   | Ouagadougou, Burkina Faso      | Burkina Faso - Algérie | 1-2   | Amical                  |
| 9 avril 1967      | Alger, Algérie                 | Algérie - Burkina Faso | 3-1   | Amical                  |
| 30 août 1981      | Oran, Algérie                  | Algérie - Burkina Faso | 7-0   | Amical                  |
| 20 septembre 1981 | Ouagadougou, Burkina Faso      | Burkina Faso - Algérie | 1-1   | Amical                  |
| 24 janvier 1996   | Port Elizabeth, Afrique du Sud | Burkina Faso - Algérie | 1-2   | Amical                  |
| 11 février 1998   | Ouagadougou, Burkina Faso      | Burkina Faso - Algérie | 2-1   | Amical                  |
| 26 mai 2000       | Ouagadougou, Burkina Faso      | Algérie - Burkina Faso | 2-0   | Amical                  |
| 3 septembre 2000  | Alger, Algérie                 | Algérie - Burkina Faso | 1-1   | Amical                  |
| 17 juin 2001      | Ouagadougou, Burkina Faso      | Burkina Faso - Algérie | 1-0   | Amical                  |
| 15 octobre 2001   | Alger, Algérie                 | Algérie - Burkina Faso | 2-0   | Amical                  |
| 29 mai 2003       | Amiens, France                 | Algérie - Burkina Faso | 0-1   | Amical                  |
| 26 septembre 2003 | Alger, Algérie                 | Algérie - Burkina Faso | 0-0   | Amical                  |
| 17 août 2004      | Blida, Algérie                 | Algérie - Burkina Faso | 2-2   | Amical                  |
| 9 février 2005    | Alger, Algérie                 | Algérie - Burkina Faso | 3-0   | Amical                  |
| 28 février 2006   | Rouen, France                  | Algérie - Burkina Faso | 0-0   | Amical                  |
| 15 novembre 2006  | Aix-en-Provence, France        | Algérie - Burkina Faso | 1-2   | Amical                  |
| 11 Octobre 2013   | Ouagadougou, Burkina Faso      | Burkina Faso - Algérie | 3-2   | FIFA 2014 Qualification |
| 18 Novembre 2013  | Alger, Algérie                 | Algérie - Burkina Faso | 1-0   | FIFA 2014 Qualification |
| 7 Septembre 2021  | Ouagadougou, Burkina Faso      | Burkina Faso - Algérie | 1-1   | FIFA 2022 Qualification |
| 16 Novembre 2021  | Alger, Algérie                 | Algérie - Burkina Faso | 2-2   | FIFA 2022 Qualification |
| 20 Janvier 2024   | Bouaké Côte d'Ivoire           | Algérie - Burkina Faso | 2-2   | CAN 2024 (Gr D)         |

Bilan partiel
- Total de matchs disputés : 21
- Victoires de l'équipe du Burkina Faso : 5
- Victoires de l'équipe d'Algérie : 8
- Matchs nuls : 8

### Angola
| Date            | Lieu                     | Match                 | Score | Compétition                                 |
| 13 janvier 2001 | Ouagadougou Burkina Faso | Burkina Faso - Angola | 1-0   | Qualifications pour la Coupe d'Afrique 2002 |
| 25 mars 2001    | Luanda Angola            | Angola - Burkina Faso | 2-0   | Qualifications pour la Coupe d'Afrique 2002 |
| 10 SEP 2014     | Luanda Angola            | Angola - Burkina Faso | 0-3   | Qualifications CAN 2015                     |
| 19 NOV 2014     | Ouagadougou Burkina Faso | Burkina Faso - Angola | 1-1   | Qualifications CAN 2015                     |
| 23 Janvier 2024 | Bouaké Côte d'Ivoire     | Angola - Burkina Faso | 2-0   | CAN 2024 (Gr D)                             |

#### Bilan
- Total de matchs disputés : 5
- Victoires de l'équipe d'Angola : 2
- Victoires de l'équipe du Burkina Faso : 2
- Match nul : 1

## C

### CAMEROUN
Confrontations
| 14/01/2017 | Liberville | Cameroon vs Burkina Faso | 1-1       | CAN 2017(Groupe A)              |
| 9-01-2022  | Yaoundé    | Cameroon vs Burkina Faso | 2-1       | CAN 2022 (Groupe A)             |
| 05.02.22   | Yaoundé    | Burkina Faso - Cameroun  | 3-3 (3-5) | CAN 2022 (Third place play-off) |

### Comores

#### Confrontations
Confrontations entre le Burkina Faso et les Comores :
|   | Date         | Lieu        | Match                  | Score | Compétition                                                  |
| - | ------------ | ----------- | ---------------------- | ----- | ------------------------------------------------------------ |
| 1 | 5 mars 2014  | Martigues   | Burkina Faso - Comores | 1-1   | Match amical                                                 |
| 2 | 13 juin 2015 | Ouagadougou | Burkina Faso - Comores | 2-0   | Qualifications à la Coupe d'Afrique des nations 2017 (gr. D) |
| 3 | 5 juin 2016  | Moroni      | Comores - Burkina Faso | 0-1   | Qualifications à la Coupe d'Afrique des nations 2017 (gr. D) |

#### Bilan
Au 17 avril 2019 :
- Total de matchs disputés : 3
- Victoires du Burkina Faso : 2
- Matchs nuls : 1
- Victoires des Comores : 0
- Total de buts marqués par le Burkina Faso : 4
- Total de buts marqués par les Comores : 1

## M

### Maroc
| Date            | Lieu       | Match                | Score | Compétition                                  |
| --------------- | ---------- | -------------------- | ----- | -------------------------------------------- |
| 21 janvier 2002 | Ségou Mali | Burkina Faso - Maroc | 1-2   | Coupe d'Afrique des nations de football 2002 |

#### Bilan
- Total de matchs disputés :
- Victoires de l'équipe du Maroc : 1
- Victoires de l'équipe du Burkina Faso : 0
- Matchs nuls : 0

### Mali
| Date            | Lieu    | Match                | Score | Compétition              |
| --------------- | ------- | -------------------- | ----- | ------------------------ |
| 30 Janvier 2024 | Korhogo | Mali vs Burkina Faso | 2-1   | CAN 2024 (1/8 De Finale) |

### Mauritanie
| Date             | Lieu        | Match                      | Score | Compétition            |
| ---------------- | ----------- | -------------------------- | ----- | ---------------------- |
| 8 Septembre 2018 | Nouakchott  | Mauritanie - Burkina Faso  | 2-0   | Qualification CAN 2019 |
| 22 Mars 2019     | Ouagadougou | Burkina Faso vs Mauritanie | 1-0   | Qualification CAN 2019 |
| 16 Janvier 2024  | Bouaké      | Burkina Faso vs Mauritanie | 1-0   | CAN 2024 (Gr D)        |

## R

### République centrafricaine

#### Confrontations
Confrontations entre la République centrafricaine et le Burkina Faso :
|   | Date             | Lieu        | Match                                    | Score | Compétition                                                    |
| - | ---------------- | ----------- | ---------------------------------------- | ----- | -------------------------------------------------------------- |
| 1 | 13 octobre 2002  | Ouagadougou | Burkina Faso - République centrafricaine | 2-1   | Qualifications à la Coupe d'Afrique des nations 2004 (gr. 4)   |
| 2 | 6 juillet 2003   | Bangui      | République centrafricaine - Burkina Faso | 0-3   | Qualifications à la Coupe d'Afrique des nations 2004 (gr. 4)   |
| 3 | 8 septembre 2012 | Bangui      | République centrafricaine - Burkina Faso | 1-0   | Qualifications à la Coupe d'Afrique des nations 2013 (2e tour) |
| 4 | 14 octobre 2012  | Ouagadougou | Burkina Faso - République centrafricaine | 3-1   | Qualifications à la Coupe d'Afrique des nations 2013 (2e tour) |

#### Bilan
Au 19 avril 2019 :
- Total de matchs disputés : 4
- Victoires de la République centrafricaine : 1
- Matchs nuls : 0
- Victoires du Burkina Fasoa : 3
- Total de buts marqués par la République centrafricaine : 3
- Total de buts marqués par le Burkina Faso : 8

## S

### Sénégal
| Date             | Lieu        | Match                  | Score | Compétition                                          |
| 22 décembre 1987 | Monrovia    | Sénégal - Burkina Faso | 1-0   | Coupe CEDEAO 1987 (Match pour la 3e place)           |
| 23 janvier 1999  | Dakar       | Sénégal - Burkina Faso | 1-1   | Qualifications pour la CAN 2000 (2e tour)            |
| 6 juin 1999      | Ouagadougou | Burkina Faso - Sénégal | 2-2   | Qualifications pour la CAN 2000 (2e tour)            |
| 25 janvier 2000  | Kano        | Burkina Faso - Sénégal | 1-3   | CAN 2000 (1er tour)                                  |
| 26 janvier 2004  | Tunis       | Sénégal - Burkina Faso | 0-0   | CAN 2004 (1er tour)                                  |
| 7 octobre 2006   | Ouagadougou | Burkina Faso - Sénégal | 1-0   | Qualifications pour la CAN 2008                      |
| 8 juin 2007      | Dakar       | Sénégal - Burkina Faso | 5-1   | Qualifications pour la CAN 2008                      |
| 2 septembre 2017 | Dakar       | Sénégal - Burkina Faso | 0-0   | Qualifications pour la coupe du monde 2018 (3e tour) |
| 5 septembre 2017 | Ouagadougou | Burkina Faso - Sénégal | 2-2   | Qualifications pour la coupe du monde 2018 (3e tour) |
| 2 Février 2022   | Yaoundé     | Burkina Faso - Sénégal | 1-3   | CAN 2022 (Demi*Finale)                               |

#### Bilan
- Total de matchs disputés : 10
- Victoires de l'équipe du Sénégal : 4
- Victoires de l'équipe du Burkina Faso : 1
- Matchs nuls : 5

### Seychelles
| Date         | Lieu                      | Match                     | Score | Compétition                        |
| 14 juin 2008 | Victoria, Seychelles      | Seychelles - Burkina Faso | 2-3   | Qualifications Coupe du monde 2010 |
| 21 juin 2008 | Ouagadougou, Burkina Faso | Burkina Faso - Seychelles | 4-1   | Qualifications Coupe du monde 2010 |

### Sierra Leone

#### Confrontations
Confrontations entre la Sierra Leone et le Burkina Faso :
|   | Date            | Lieu         | Match                       | Score | Compétition                              |
| - | --------------- | ------------ | --------------------------- | ----- | ---------------------------------------- |
| 1 | 15 janvier 1996 | Bloemfontein | Burkina Faso - Sierra Leone | 1-2   | Coupe d'Afrique des nations 1996 (gr. B) |
| 2 | 10 Juin 2024    | Ouagadougou  | Burkina Faso - Sierra Leone |       | FIFA 2026 Qualification                  |
| 3 | 6 Octobre 2025  | Freetown     | Sierra Leone-Burkina Faso   |       | FIFA 2026 Qualification                  |

#### Bilan
Au 22 avril 2019 :
- Total de matchs disputés : 1
- Victoires de la Sierra Leone : 1
- Matchs nuls : 0
- Victoires du Burkina Faso : 0
- Total de buts marqués par la Sierra Leone : 2
- Total de buts marqués par le Burkina Faso : 1

## T

### Tunisie
| 1 Juin 2008      | Rades       | Tunisie - Burkina Faso | 1-2 | Éliminatoires coupe du monde Afrique |
| ---------------- | ----------- | ---------------------- | --- | ------------------------------------ |
| 6 Septembre 2008 | Ouagadougou | Burkina Faso - Tunisie | 0-0 | Éliminatoires coupe du monde Afrique |
| 28 Janvier 2017  | Libreville  | Burkina Faso - Tunisie | 2-0 | CAN 2017 (Quarter-finals)            |
| 29 Janvier 2022  | Garoua      | Burkina Faso - Tunisie | 1-0 | CAN 2022 (Quarter-finals)            |